# Bilje (Miren - Kostanjevica)
Bilje is een plaats in Slovenië en maakt deel uit van de gemeente Miren-Kostanjevica in de NUTS-3-regio Goriška. De plaats telde 1.258 inwoners op 1 januari 2020.